# لوك دوراند
لوك دوراند (بالفرنسية: Luc Durand)‏ (و. 1935 – 2000 م) هو ممثل، وممثل أفلام، من كندا، ولد في مونتريال، توفي في مونتريال، عن عمر يناهز 65 عاماً بسبب سرطان.

## روابط خارجية
- لوك دوراند على موقع IMDb (الإنجليزية)